# Thyestilla
Thyestilla – rodzaj chrząszczy z rodziny kózkowatych i podrodziny zgrzypikowych.

## Zasięg występowania
Przedstawiciele tego rodzaju występują w Chinach.

## Systematyka
Do Thyestilla należy 12 gatunków:
- Thyestilla coerulea
- Thyestilla gebleri.